# Pièce sur des airs populaires flamands
Pièce sur des airs populaires flamands est une œuvre pour orgue de Nadia Boulanger composée en 1915.

## Présentation
Pièce sur des airs populaires flamands est composé en 1915.
Les manuscrits autographes de l'œuvre sont conservés à la BnF (Ms. 19519) et à la Fondation internationale Nadia et Lili Boulanger.
La partition, qui porte en dédicace « à ma petite Lili », est publiée en 1918 par Ricordi (cotage R. 544).
La pièce est créée à Paris le 22 mars 1915 par la compositrice à l'orgue, salle Aeolian, au cours d'un concert de l'Union des femmes professeurs et compositeurs de musique.

## Commentaires
Pièce sur des airs populaires flamands est d'une durée moyenne d'exécution de six minutes quarante-cinq environ.
L'organiste et musicologue Olivier Geoffroy qualifie le morceau de « pièce décorative en mi mineur pour orgue avec partie de pédale qui se conclut dans la tonalité relative de sol majeur ».
Dans le catalogue des œuvres de Nadia Boulanger établi par la musicologue Alexandra Laederich, la pièce porte le numéro NB 50.

## Discographie
- Mademoiselle - Première Audience : Unknown Music of Nadia Boulanger, François-Henri Houbart (orgue), Delos DE 3496, 2 CD, 2017[4].
- Œuvres pour instruments et orgue : Nadia Boulanger, René Gerber, Bernard Schulé, Giovanni Panzeca (orgue), Cascavelle VEL 1700, 2024[5].